# نیروی گریز از مرکز

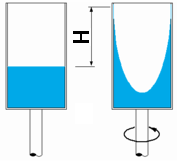
تصویری از نحوه کار نیروی گریز از مرکز

نیروی گریز از مرکز یا مرکزگریزی نیرویی مجازی است که به سمت بیرون بر یک جسم در حال دوران احساس می‌شود و ناشی از همین حرکت دورانی است. در حقیقت این نیروی جانب مرکز است که باعث حرکت دورانی جسم می‌شود. این کمیت را هر وقتی که شیئی در جاده‌ای منحنی یا پیچ داری حرکت می‌کند ملاحظه می‌کنیم. به عبارت دیگر نیروی گریز از مرکز نمایش نیرویی غیرواقعی است که هنگامی دیده می‌شود که ناظر در یک دستگاه مرجع لخت قرار نداشته باشد یعنی مثلاً در یک دستگاه مرجع چرخان باشد. دلیل چرخش سیارات به دور خورشید، بدون آنکه در خورشید سقوط کنند، تأمین نیروی جانب مرکز از نیروی گرانش خورشید متناسب با فاصله سیارات است.
نماد نیروی جانب مرکز Fc و ابعاد آن {\displaystyle MLT^{-}2} است. واحد آن {\displaystyle N}(نیوتن) است که یک کمیت برداری است.

## فرمول نیروی گریز از مرکز
هنگامی که جسمی را با طناب به یک ناظر واقع در مرکز دایره متصل می‌کنیم، وقتی که ناظر با سرعت در قرار می‌گیرد. نیروی گریز از مرکز به عواملی چون فاصله جسم تا مرکز، سرعت جسم و جرم جسم بستگی دارد. نیروی گریز از مرکز از فرمول زیر به‌دست می‌آید:
{\displaystyle F=m\omega ^{2}r}
{\displaystyle =F} نیروی گریز از مرکز

{\displaystyle =M} جرم جسم

{\displaystyle =Omega} سرعت زاویه‌ای

{\displaystyle =R} فاصله از مبدأ

## دلیل خارج نشدن سیاره‌ها از مدار
هرچیزی که در فضا معلق است، با نیروی کمی، جابه جایی بسیاری دارد؛ اما سیارات با این که جابه‌جا می‌شوند، در مسیر دَوَرانی خود می‌مانند، یعنی به دور خورشید می‌چرخند. طبق نظریه نیروی گریز از مرکز، این چرخش، نیروی گریز از مرکز به وجود می‌آورد. دلیل ثابت بودن مدار سیارات و خارج نشدن آن‌ها از مدارشان این است که خورشید در مرکز مسیر دَوَرانی سیارات است و به آنها نیروی جاذبه وارد می‌کند؛ این نیروی جاذبه با نیروی گریز از مرکز سیاره خنثی می‌شود و مانع از خارج شدن و سقوط سیاره می‌شود.
در سانتریفیوژ:
سانتریفوژها دستگاه‌هایی هستند که از نیروی گریز از مرکز برای جدا کردن مواد مختلف استفاده می‌کند به این دستگاه‌ها، نمونه‌ها درون یک محفظهٔ چرخانه قرار می‌گیرند و با سرعت بالا دوران می‌کنند. این دوران باعث می‌شود مواد با چگالی متفاوت از هم جدا شوند. به عبارت دیگر، سانتر یفیوز با استفاده از نیروی گریز از مرکز، مواد سنگین تر را به سمت بیرون پرتاب می‌کنند و مواد سبک‌تر در مرکز باقی می‌مانند.